# 예그린
예그린(芮그린, 1981년 10월 16일~)은 대한민국의 유도 선수이다.
2004년 하계 올림픽 48kg급에서 7위를 차지했으며, 2008년 동아시아 유도 선수권 대회에서 동메달을 획득했다.